# Chancellerie des ordres nationaux
Pour les articles homonymes, voir Ordre du Mérite.
La Chancellerie des ordres nationaux est une institution officielle de la république démocratique du Congo (RDC) placée sous l’autorité directe de la présidence de la république. Elle est chargée de la gestion, de l'organisation et de l’attribution des distinctions honorifiques nationales. Son rôle est d’encourager et de récompenser les citoyens et institutions qui se distinguent par leurs mérites et leurs services rendus à la nation.

## Organisation et fonctionnement
Le président de la république est, de droit, le grand chancelier des ordres nationaux. Il détient le grand cordon de tous les ordres et exerce le pouvoir d’attribution des décorations nationales. Pour l’assister dans cette mission, un chancelier des ordres nationaux est nommé et chargé de l’administration des distinctions,,.
L’institution est structurée autour de plusieurs directions, :
- Direction des services généraux : gestion administrative et financière.
- Direction des études et planification : élaboration des stratégies et développement des distinctions.
- Direction de la documentation et juridique : encadrement réglementaire des ordres nationaux[6].
- Direction des décorations : suivi et attribution des distinctions[7].

Le Secrétaire général coordonne les différentes activités sous l’autorité du Chancelier.

## Les distinctions honorifiques

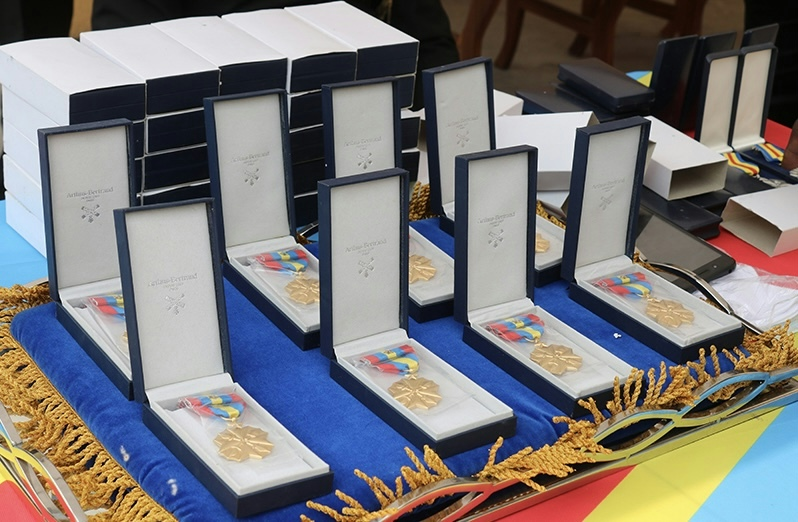
Les distinctions honorifiques décernés par la Chancellerie des Ordres Nationaux de la république démocratique du Congo à Kinshasa

La chancellerie administre plusieurs distinctions, notamment :
- L’ordre national (Héros nationaux Kabila-Lumumba) : la plus haute distinction honorifique de la RDC[9],[10],[11],[12].
- La médaille du mérite civique : récompense les services exceptionnels rendus à la nation[13],[14].
- Les autres décorations nationales : attribuées aux citoyens méritants, militaires, fonctionnaires ou étrangers ayant œuvré pour le rayonnement du pays.

Ces distinctions sont décernées lors de cérémonies officielles, en reconnaissance des contributions remarquables à la société congolaise.

## Missions et engagements
La chancellerie veille à la préservation de l’intégrité et de la valeur symbolique des distinctions honorifiques. En 2023, elle a engagé une réforme visant à réglementer la vente des insignes et des symboles de souveraineté pour lutter contre l’attribution frauduleuse de titres et médailles
Par ailleurs, elle participe activement aux événements d’importance nationale, tels que l’investiture présidentielle ou les hommages aux grandes figures de l’histoire du pays.